# Kuchyně Pitcairnových ostrovů

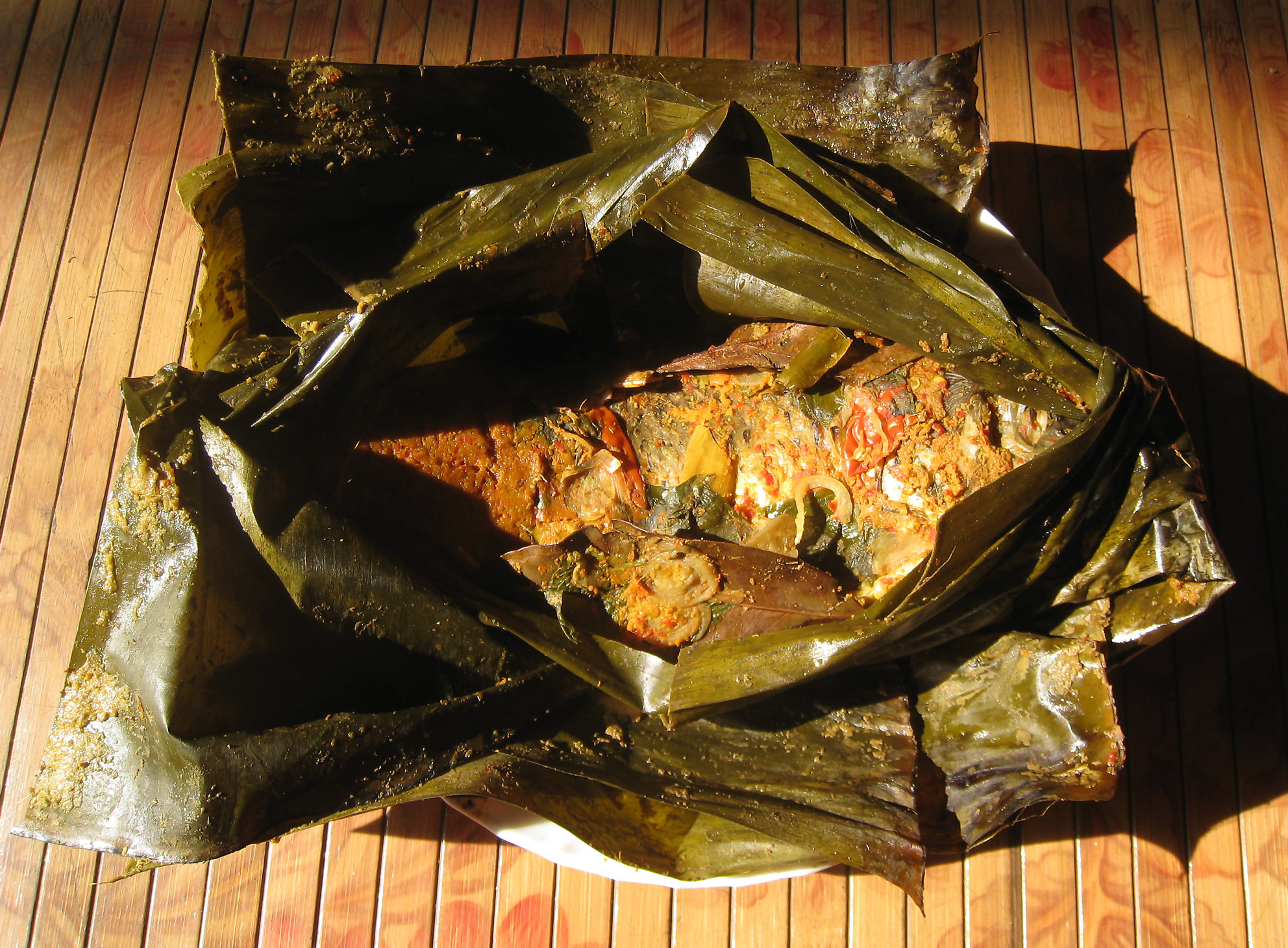
Jídlo z ryb a palmového listu

Kuchyně Pitcairnu není příliš rozvinutá, protože zde žije pouze 60 lidí. Nejtradičnější jídlo je pota, kaše z palmových listů a kokosu. Hojně se používají tropické rostliny, protože zde rostou. Patří mezi ně: batáty, chlebovník, cukrová třtina, kokos, banány a fazole. Z masa používá hlavně rybí a vepřové. V této kuchyni se hojně používá palmový list. Protože většina obyvatel je původem z Velké Británie, je kuchyně ovlivněna kuchyní britskou, například se dělá i masový koláč.